# Myxilla hastata
Myxilla hastata är en svampdjursart som beskrevs av Ridley och Arthur Dendy 1886. Myxilla hastata ingår i släktet Myxilla och familjen Myxillidae. Inga underarter finns listade i Catalogue of Life.